# Принцесата булка (роман)
„Принцесата булка“ (на английски: The Princess Bride) е фантастичен романтичен роман от 1973 г. на американския писател Уилям Голдман. Книгата съчетава елементи от комедия, приключение, фентъзи, драма, романтика и приказка. Историята е представена като извлечение от по-дълго произведение на измисления С. Моргенстърн, а „коментарът“ на Голдман е постоянен през цялото време. Първоначално е публикуван в Съединените щати от Harcourt Brace, след това от „Рандъм Хаус“, докато в Обединеното кралство по-късно е публикуван от „Блумсбъри“.
Книгата е адаптирана в едноименния игрален филм от 1987 г., режисиран от Роб Райнър, с участието на Робин Райт и Кари Елуис.
Уилям Голдман споделя, че е получил повече писма за „Принцесата булка“, отколкото за всички останали произведения, които е писал, взети заедно, и че „Нещо в „Принцесата булка“ докосва хората.“
Част от книгата е публикувана със заглавие „Сцена на дуела (от „Принцесата булка“)“ в антологията „Най-добрият от всички възможни светове“ (1980), редактирана от Спайдър Робинсън. През 2015 г. е публикуван сборник с есета върху романа и филмовата адаптация, озаглавен „Принцесата булка и философия“.

### Цитирана литература
- .Andersen, Richard (1979), William Goldman, Twayne.

|  | Тази страница частично или изцяло представлява превод на страницата The Princess Bride (novel) в Уикипедия на английски. Оригиналният текст, както и този превод, са защитени от Лиценза „Криейтив Комънс – Признание – Споделяне на споделеното“, а за съдържание, създадено преди юни 2009 година – от Лиценза за свободна документация на ГНУ. Прегледайте историята на редакциите на оригиналната страница, както и на преводната страница, за да видите списъка на съавторите. ВАЖНО: Този шаблон се отнася единствено до авторските права върху съдържанието на статията. Добавянето му не отменя изискването да се посочват конкретни източници на твърденията, които да бъдат благонадеждни. |